# 比較法
比較法，是法學學科，研究比較當今世界各種法律的異同，包括普通法、歐陸法系、社會主義法、沙里亞法規、印度法系、中華法系及大清律例等。
現代比較法的起源可以追溯到1667年德意志律師戈特弗里德·莱布尼茨（Gottfried Wilhelm Leibniz）在他的拉丁文著作《Nova Methodus Discendae Docendaeque Iurisprudentiae》（《法學研究和教學的新方法》）中。他在該書介紹了將法律制度分為幾個類別的概念。幾年後，他再發表了語系與法律制度類別之間的關係。
《比较法研究》是中国政法大学1987年1月创办的比较法学学术期刊，是中国唯一专门研究比较法学的学术刊物。